# Ignjat Đurđević
Ignjat Đurđević (italienska: Ignazio Giorgi, latin: Ignatius Georgicus), född 13 februari 1675 i Dubrovnik, död där 21 januari 1737, var en kroatisk poet och benediktinabbot.
Đurđević tvingades på grund av misshälligheter med Ragusanska republiken lämna abbotvärdigheten på ön Mljet (i Adriatiska havet) och begav sig till Apulien, men blev sedan återkallad. Hans stora poetiska talang förskaffade honom presidentskapet i Academie degli Oziosi i Dubrovnik.
Đurđević författade tolv kroatiska skrifter, tolv latinska och sju italienska, varibland märks de poetiska Uzdasi Mandaljene pokornice (Den botfärdiga Magdalenas suckar, tryckt 1728 och 1851), Saltjir slovinski (Slavisk psaltare, 1728, 1851), den skämtsamma kärleksdikten Marunko i Pavica samt blandade dikter, Razne pjesme (tryckt 1885); bland hans verk på prosa Rerum illyricarum seu Illyrici historia, Vitæ et carmina nonnullorum illustrium civium Rhacusanorum och Ricerche anticritiche, i vilken han bland annat söker bevisa, att aposteln Paulus varit på ön Mljet, inte på Malta.